# Kii (półwysep)
Półwysep Kii (jap. 紀伊半島 Kii-hantō) – największy półwysep Japonii, położony w środkowej części wyspy Honsiu (Honshū), oddzielony od wyspy Sikoku (Shikoku) kanałem Kii. Nazwa półwyspu pochodzi od nazwy dawnej prowincji Kii. 

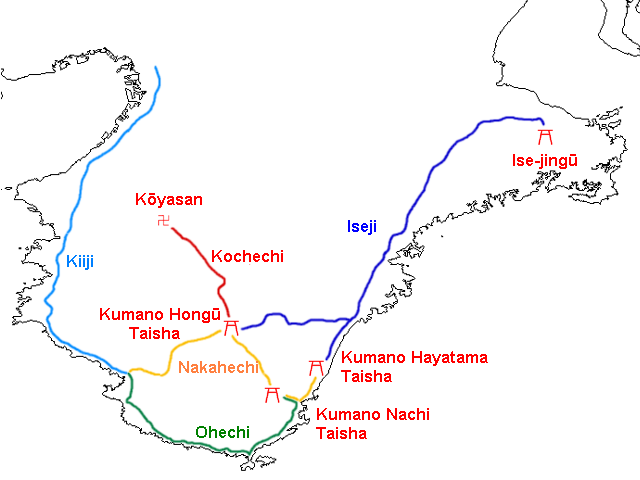
Mapa szlaków pielgrzymkowych na półwyspie Kii

Zachodnie brzegi półwyspu oblewają wody zatoki Osaka. U nasady leży miasto Osaka. Większą część półwyspu, południowo-zachodnią zajmuje prefektura Wakayama, północno-zachodnią – prefektura Osaka, wschodnią – prefektura Mie, a centralną – prefektura Nara.
Od pradawnych czasów ludzie żyjący w tym regionie wierzyli, że jest w nim wiele punktów energii. Również obecnie obszar ten przyciąga uwagę, odradza się bowiem zainteresowanie ideą, że istnieją wewnątrz potężne, tajemnicze źródła energii. Można to łączyć z faktem, iż półwysep Kii leży blisko „linii tektonicznej”, która jest częścią japońskiego uskoku wschód-zachód.

## Szlak pielgrzymów
Jednym z takich miejsc jest Kumano, uważane za miejsce pochówku bogini Izanami, która urodziła bogów Japonii: słońce (Amaterasu), księżyc (Tsukuyomi) i burzę (Susanoo). Było to miejsce kultu gór, znanego od ponad 1000 lat jako miejsce praktyki górskiej ascezy shugendō, łączącej elementy ezoterycznego buddyzmu, taoizmu i shintō. 
W drugiej połowie okresu Heian (794–1185) Kumano stało się jedną z „Czystych Krain” ze względu na rozpowszechnienie wiary w Amidę, a pielgrzymki cesarzy stały się regularną praktyką. Szlaki pielgrzymów były tak gęsto uczęszczane, że przypominały kolumny mrówek. Z tego powodu pielgrzymki nazywano: „wizytami mrówek w Kumano”. Szlak (właściwie kilka zbiegających się dróg), którymi podążali oraz święte obiekty na ich trasie zostały wpisane w 2004 na listę światowego dziedzictwa UNESCO jako Święte miejsca i drogi pielgrzymkowe w regionie gór Kii i wpisane jako drugie – po „Drodze św. Jakuba” w Europie – na listę UNESCO.
Ta sieć szlaków pielgrzymkowych, licząca łącznie setki kilometrów, nazywa się Kumano Kodō, a główne cele pielgrzymek, to Kumano Sanzan, trzy grupy najsłynniejszych chramów: Kumano Hongū-taisha, Kumano Nachi-taisha i Kumano Hayatama-taisha.

## Galeria miejsc pielgrzymkowych

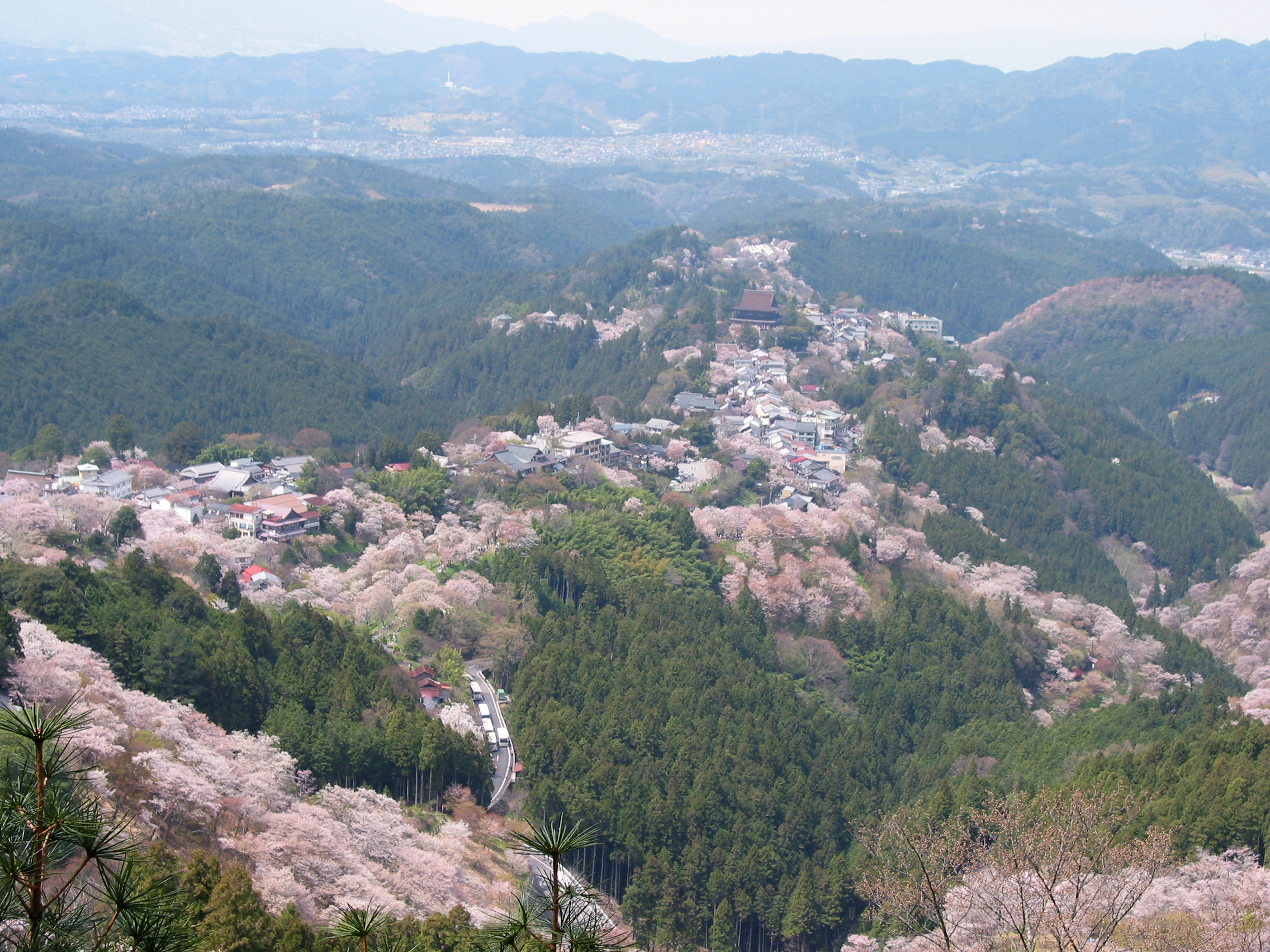
Sakura na górze Yoshino-yama (prefektura Nara)
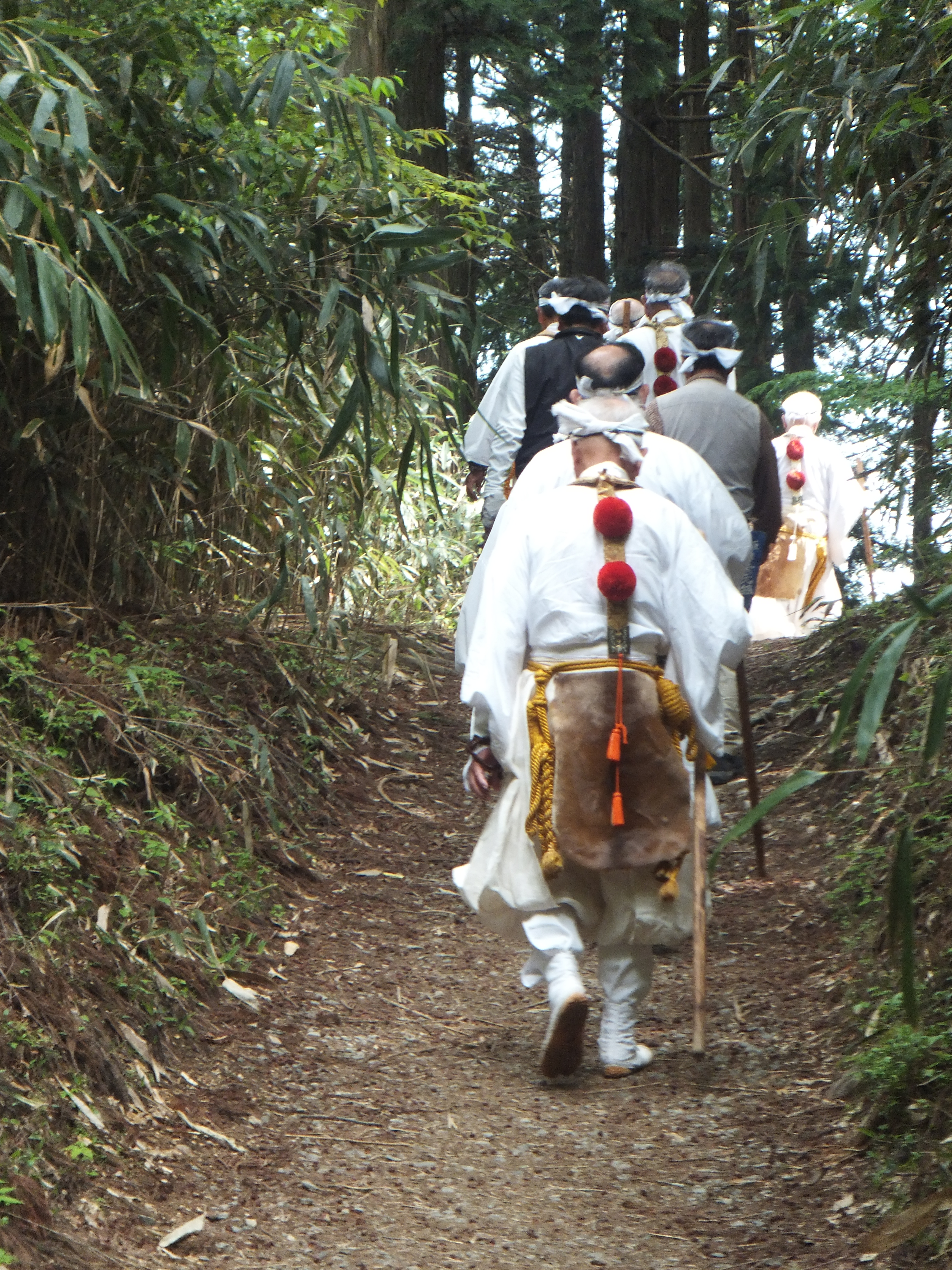
Pielgrzymi-asceci yamabushi
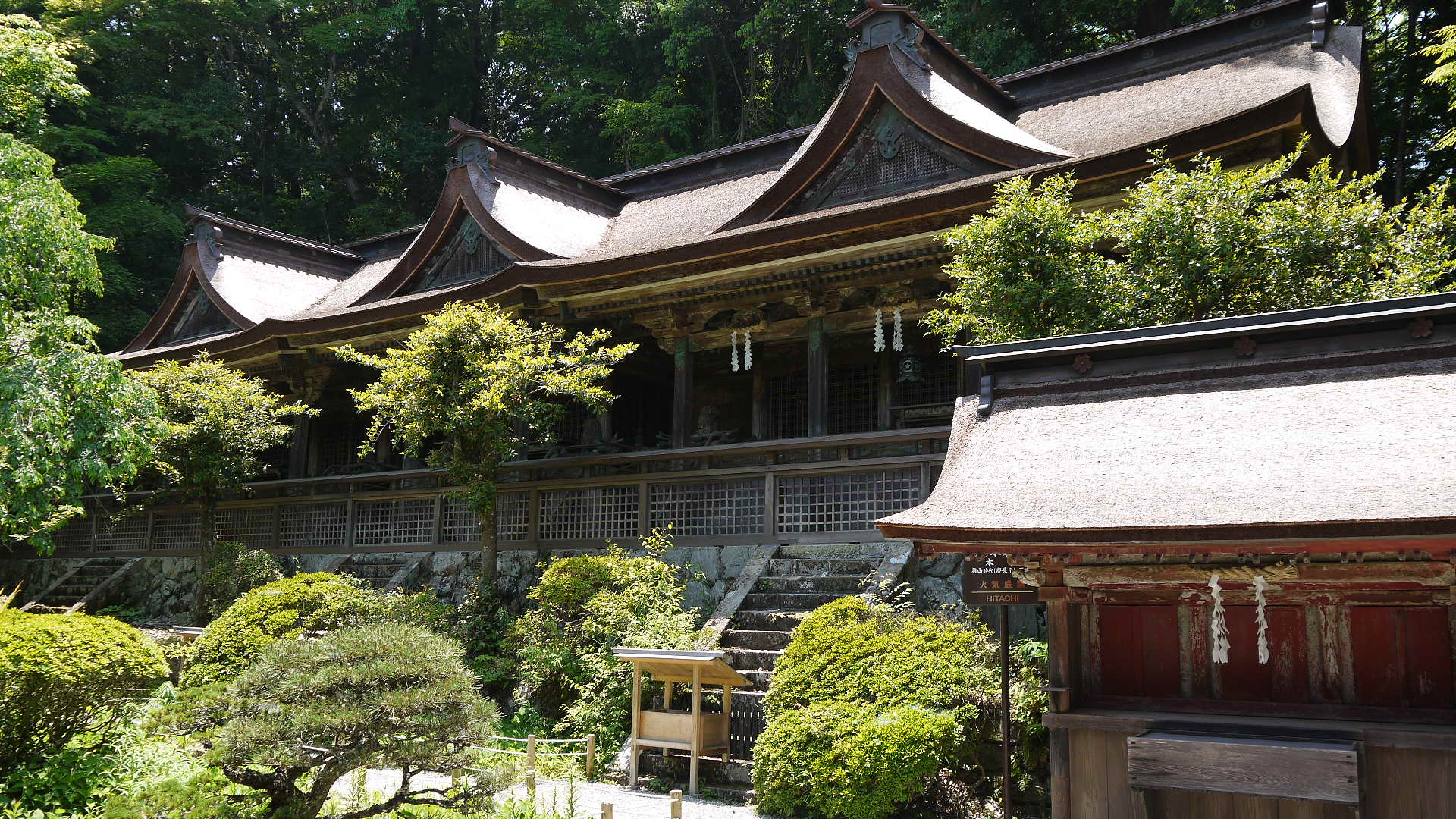
Chram Yoshino Mikumari-jinja (prefektura Nara)
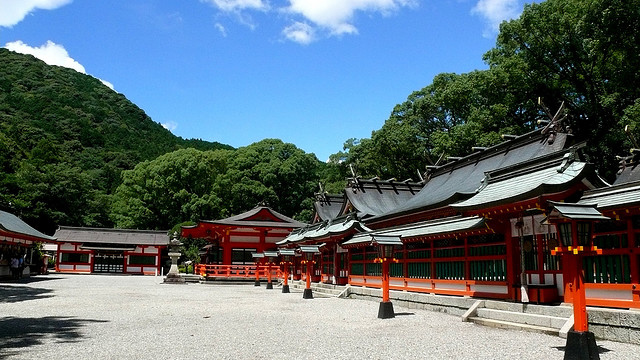
Chram Kumano Hayatama-taisha (prefektura Wakayama)
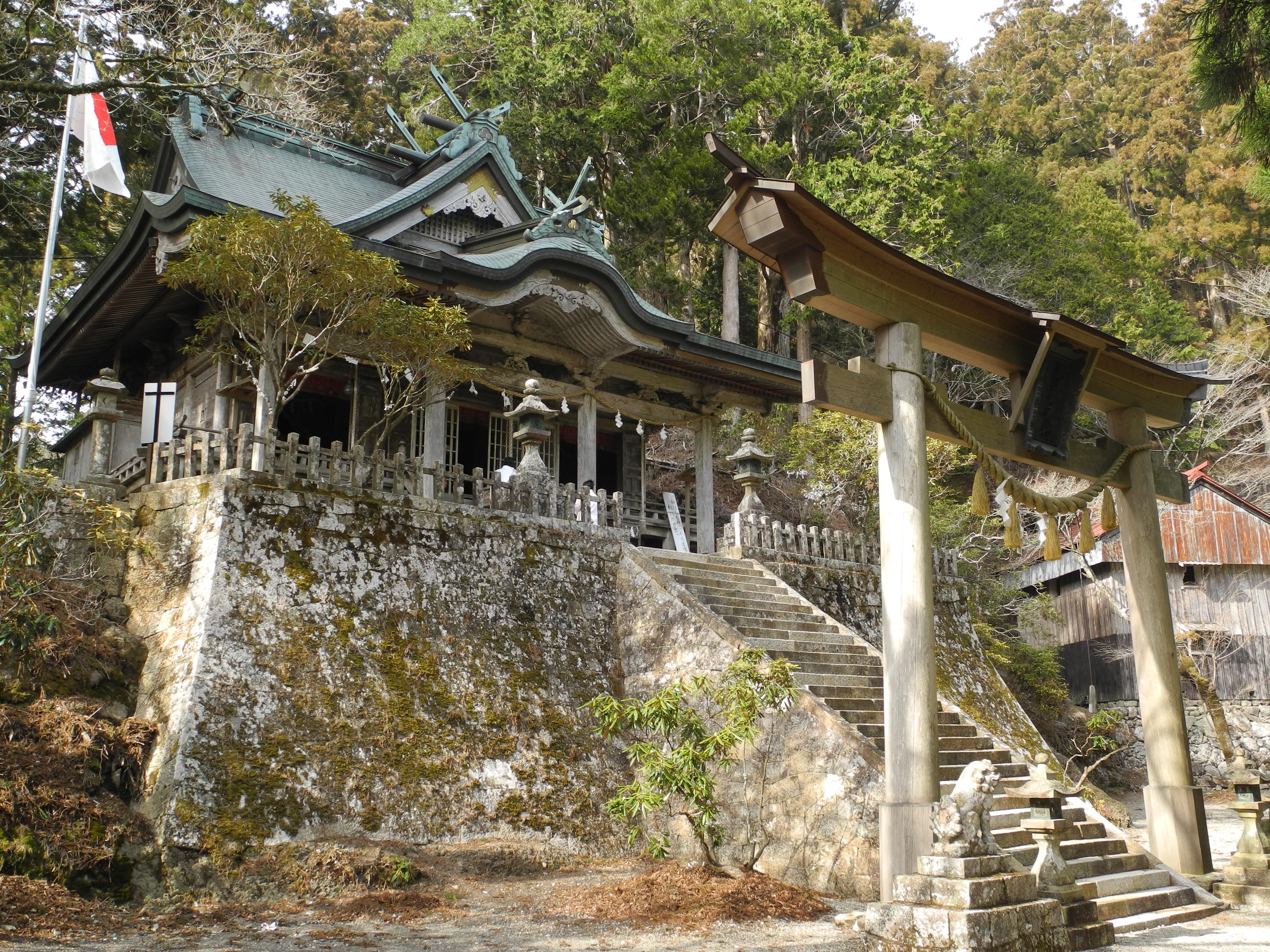
Chram Tamaki-jinja (prefektura Nara)